# Freiberg, Sachsen
Freiberg är en stad och huvudort i Landkreis Mittelsachsen i norra Erzgebirge i Sachsen, Tyskland. Staden hade har cirka 41 000 invånare. Staden är känd framför allt för sin tidigare gruvdrift och för sitt universitet, Technische Universität Bergakademie Freiberg.

## Sevärdheter
Stadens viktigaste byggnadsminnen är det gamla slottet Freudenstein, samt den gotiska domkyrkan, ombyggd efter en eldsvåda 1484, renoverad 1893, med en rikt sirad sydportal i bysantinsk stil, kallad "gyllene porten" och två Silbermannorglar. I staden finns även flera monument, bland annat ett över Moritz, kurfurste av Sachsen.

## Historia
Freiberg anlades 1186, efter upptäckten av traktens silvermalmlager (1163) och i grannskapet finns flera silver-, bly-, koppar- och koboltgruvor. Under trettioåriga kriget intogs staden 1632 av de kejserliga och belägrades 1642-43 förgäves av svenskarna under Lennart Torstenson. År 1765 grundades Technische Universität Bergakademie Freiberg, vilket är världens äldsta bergsakademi. År 1902 fick staden elektrisk spårvägstrafik, Städtische Straßenbahn Freiberg in Sachsen, vilken dock nedlades redan 1919.

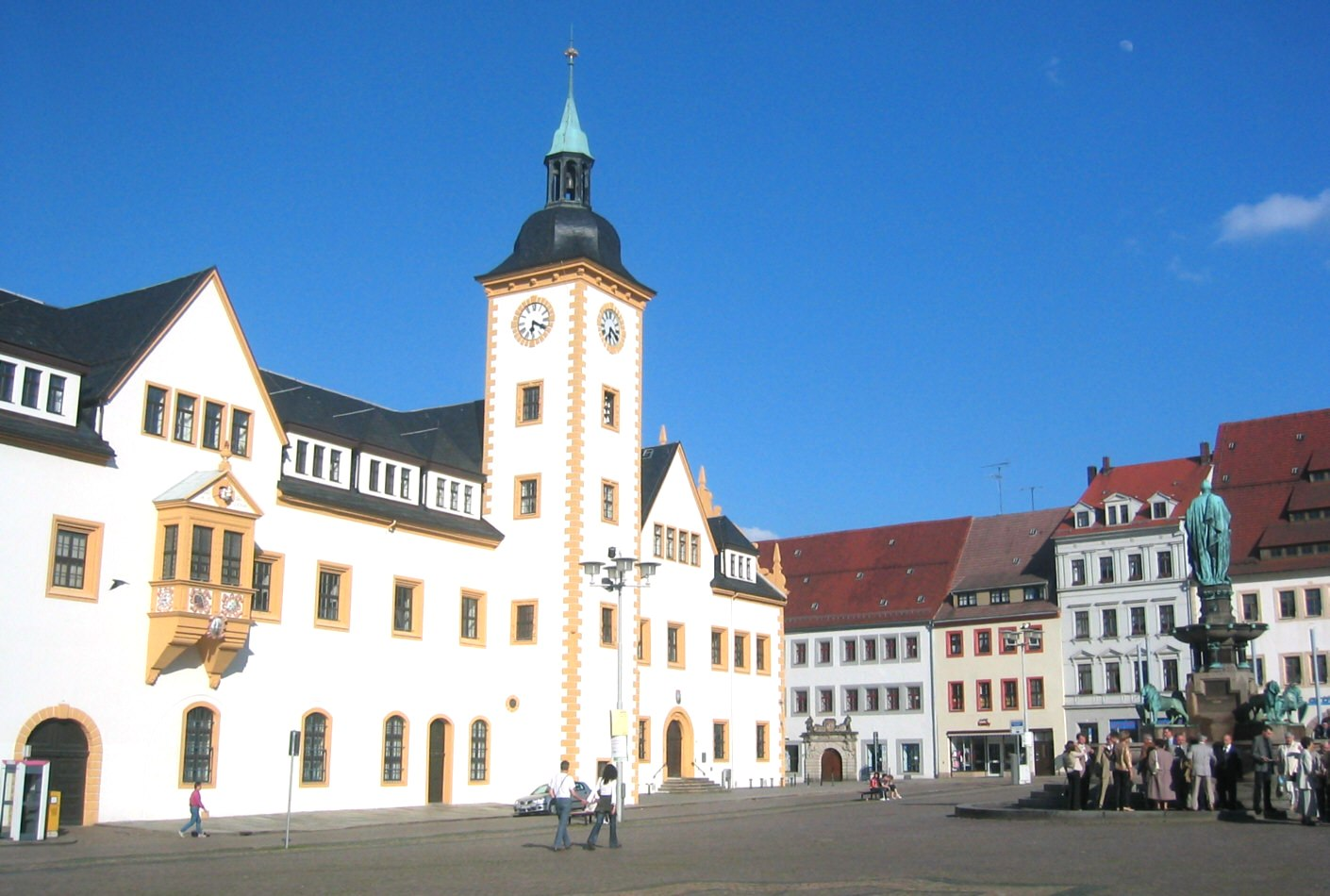
Obermarkt och rådhuset.
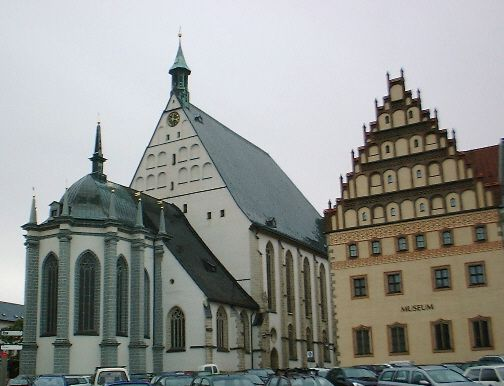
Untermarkt med domkyrkan och museet.
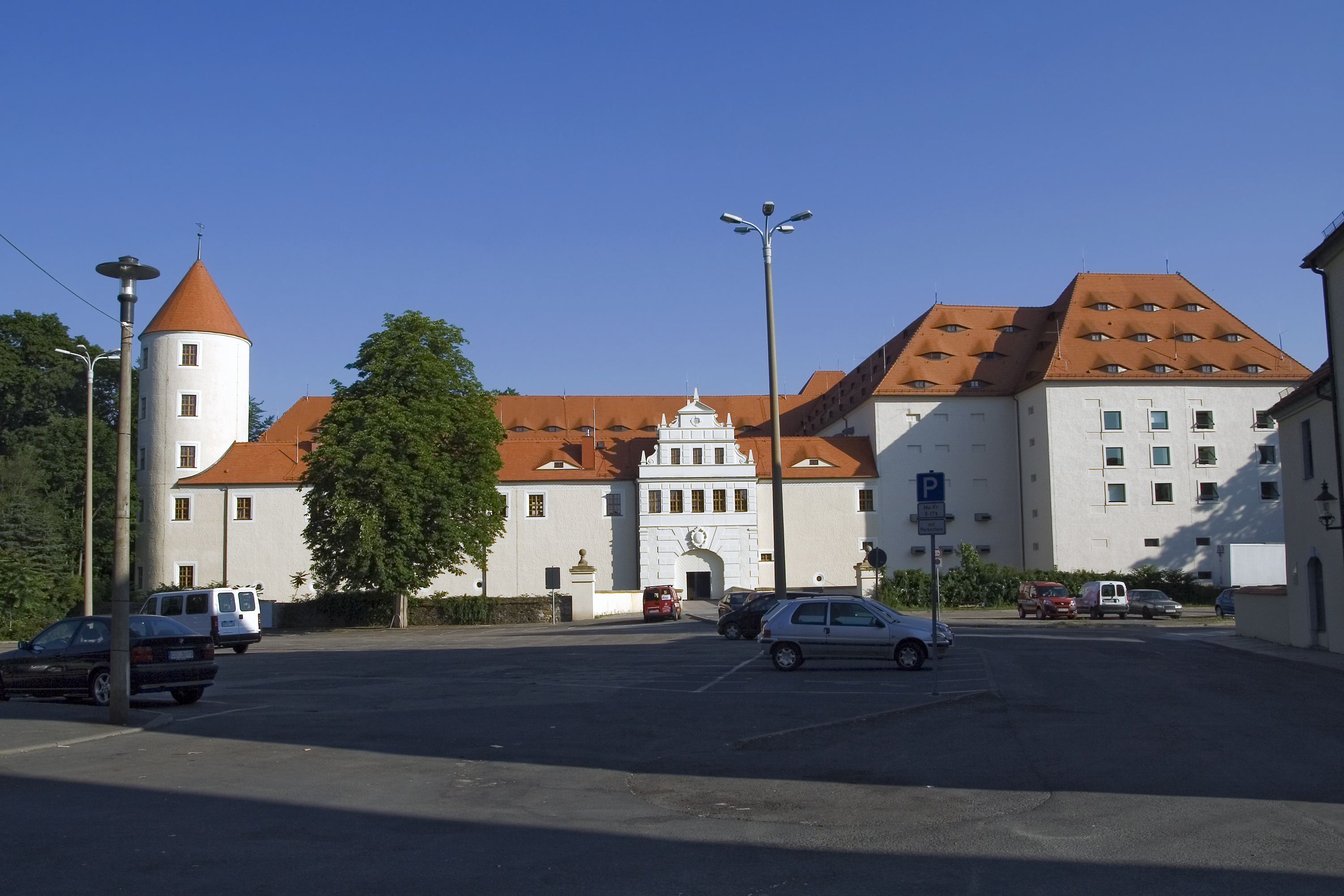
Slottet Freudenstein.
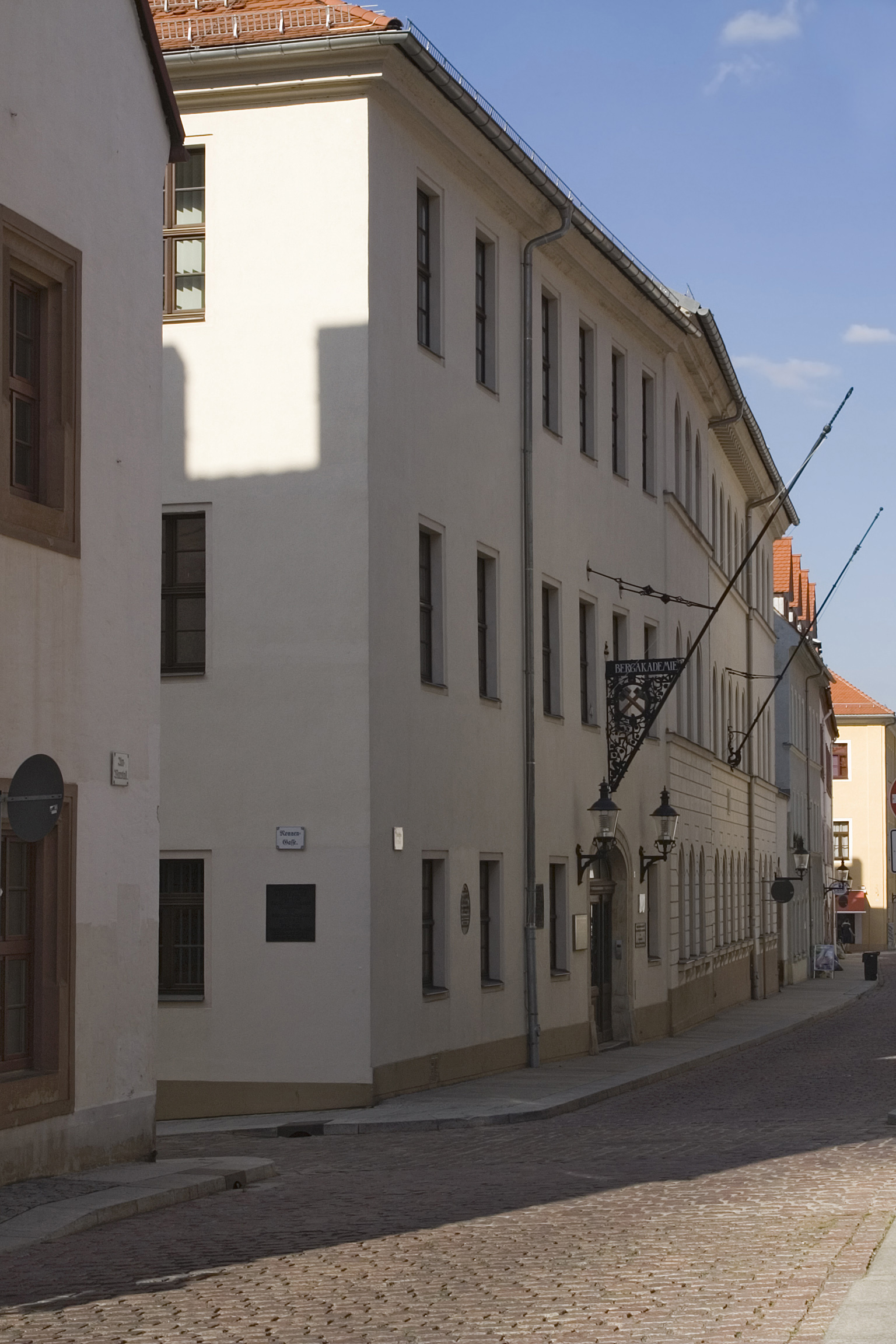
Bergsakademiens huvudbyggnad.